# Partido da Comunidade (Groenlândia)
O Partido da Comunidade (em groenlandês Atassut; literalmente Sentimento de Comunidade) é um partido conservador liberal, unionista e autonomista da Groenlândia, defensor da ligação comunitária e histórica com a Dinamarca.
Foi criado em 1978 como um contrapeso ao independentista Avante (Siumut), consolidando-se como partido político em 1981. O atual líder é Siverth K. Heilmann, que tem guiado o partido em sua postura pró-Dinamarca e favorável à autonomia dentro do Reino Dinamarquês, rejeitando a independência total.

## Resultados eleitorais
O Partido da Comunidade participa das eleições regionais da Groenlândia desde 1979. Abaixo está uma tabela com os resultados das eleições regionais para o Parlamento da Groenlândia (Inatsisartut) desde 2002 até 2025:
| Ano  | Votos | Percentagem | Lugares | Ref    |
| ---- | ----- | ----------- | ------- | ------ |
| 2002 | 5.330 | 18,6%       | 7 / 31  | [ 4 ]  |
| 2005 | 7.718 | 26,5%       | 8 / 31  | [ 5 ]  |
| 2009 | 3.105 | 12,4%       | 3 / 31  | [ 6 ]  |
| 2013 | 2.454 | 8,1%        | 2 / 31  | [ 7 ]  |
| 2014 | 1.919 | 6,5%        | 2 / 31  | [ 8 ]  |
| 2018 | 1.730 | 5,9%        | 2 / 31  | [ 9 ]  |
| 2021 | 2.452 | 9,1%        | 3 / 31  | [ 10 ] |
| 2025 | 2.092 | 7,3%        | 2 / 31  | [ 11 ] |